# Thymus nitens
Thymus nitens ist eine Pflanzenart aus der Gattung der Thymiane (Thymus) in der Familie der Lippenblütler.

## Beschreibung
Thymus nitensist ein kleiner Strauch, dessen niederliegende bis aufsteigende, kriechende Stängel verholzen. Nicht-blütentragende Stängel fehlen, die blütentragenden Stängel werden 5 bis 10 cm lang und sind rundherum behaart. Die Laubblätter sind bis etwa 12 mm lang. Sie sind langgestreckt-elliptisch, gestielt, nach vorn spitz, krautig und mit flachen bis etwas zurückgerollten Rändern versehen. Sie sind unbehaart oder fein flaumig behaart und an der Basis nicht bewimpert. Die Blattadern sind unauffällig.
Die Blütenstände sind nahezu köpfchenförmig, bis zu 10 cm lang und sehr locker, die untersten Scheinwirtel stehen gelegentlich etwas abseits. Die Tragblätter gleichen den Laubblättern. Der Kelch ist 3 bis 5 mm lang. Die oberen Zähne sind bis zu 1,5 mm lang und etwas länger als breit und schuppig, aber nicht bewimpert. Die Krone ist bis zu 9 mm lang und blass purpurn.

## Vorkommen und Standorte
Die Art kommt in Südfrankreich vor.